# Aranoethra cambridgei
Aranoethra cambridgei är en spindelart som först beskrevs av Butler 1873.  Aranoethra cambridgei ingår i släktet Aranoethra och familjen hjulspindlar. Inga underarter finns listade i Catalogue of Life.